# Weiße Armee (Finnland)

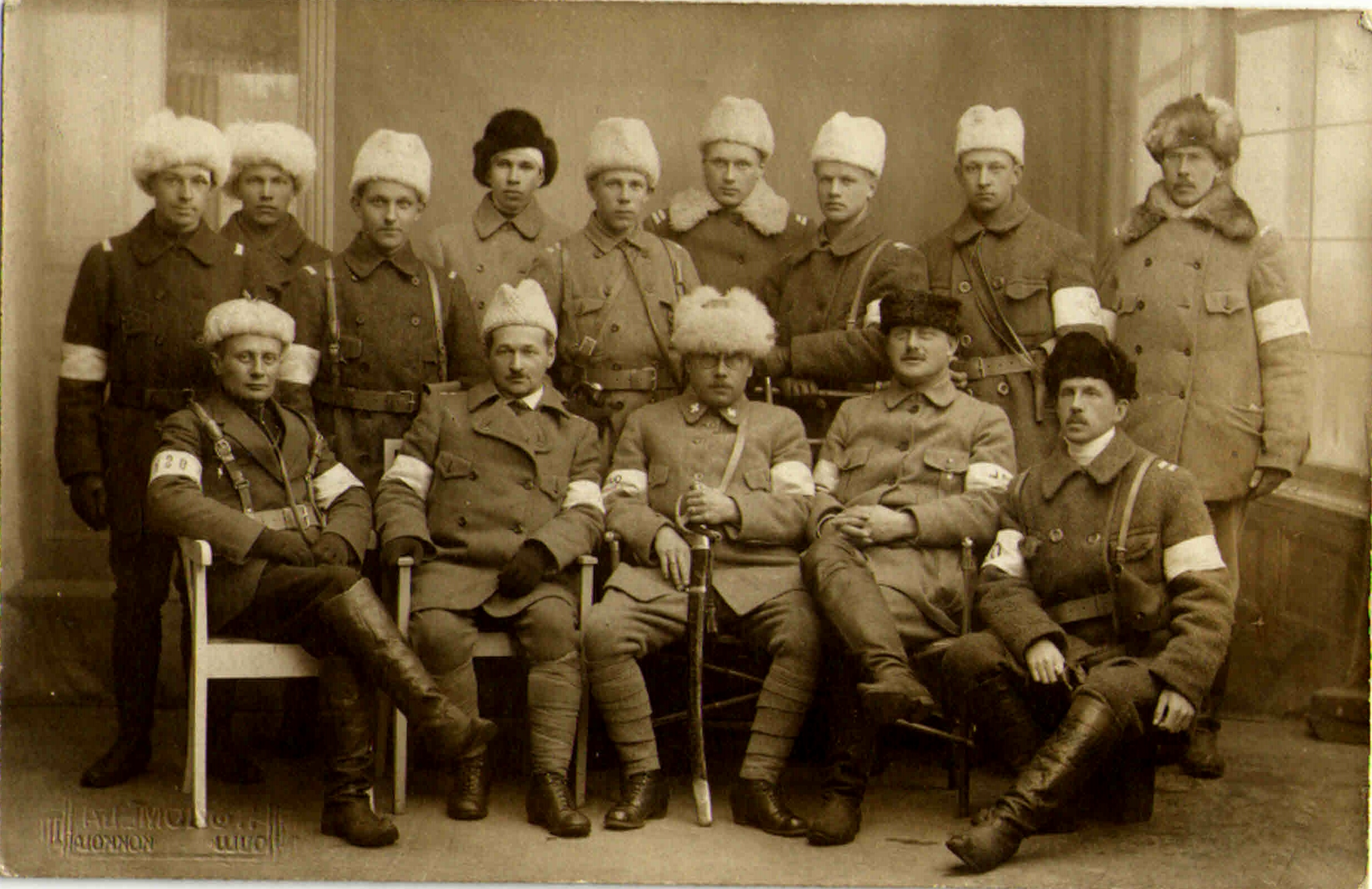
Mitglieder der Weißen Armee in Oulu 1918.

Die Weißen (auch Weißfinnen oder Weiße Armee) war eine der beiden Parteien im Finnischen Bürgerkrieg. Ebenso wie im Bürgerkrieg, der nach der Oktoberrevolution in Russland ausbrach, war die gegnerische Partei die Rote Armee.
Die Weißen rekrutierten sich hauptsächlich aus Anhängern des Agrarismus. Deren Führung dominierten Personen mit finnlandschwedischem Hintergrund sowie Offiziere, die vor der Unabhängigkeit Finnlands in der Kaiserlich Russischen Armee gedient hatten. Der politische Führer der Weißen in Finnland war Pehr Evind Svinhufvud, ihr militärischer Oberbefehlshaber Gustaf Mannerheim. Am 25. Januar 1918 erklärte der finnische Senat das Schutzkorps zu seinen offiziellen Regierungstruppen und als Rumpftruppe für die Weiße Armee. 
Während die Soldaten der Weißen Armee Finnlands hauptsächlich Bauern und Mitglieder der unteren Mittelschicht waren, kämpften auf Seiten der Roten Armee arme Landarbeiter sowie Arbeiter aus den Städten. Die Weißen etablierten eine Regierung in Vasa, den so genannten Senat von Vasa, während die Roten eine Revolutionsregierung in Helsinki einsetzten, das so genannte Volkskommissariat von Finnland.
Nachdem es den „weißen“ Truppen unter dem Oberbefehl von Carl Gustaf Emil Mannerheim besser als den „Roten“ gelungen war, ihre Kampfverbände für die Kriegsführung auszubilden, gingen sie Mitte März 1918 in die Offensive und nahmen nach schweren Kämpfen die Stadt Tampere ein. Deutsche Kampfverbände, die den Weißen zur Hilfe gekommen waren, rückten zugleich im Süden vor. Nach der Eroberung von Viipuri Ende April 1918 gaben Anfang Mai die letzten Aufständischen auf.